# Мюллер, Август Теодор
Август Теодор Мюллер (нем. August Theodor Müller; 27 августа 1802 года, Брауншвейг — 20 октября 1875 года, там же) — немецкий виолончелист.
Более всего известен как участник первого состава Квартета братьев Мюллеров (1831—1855) — одного из наиболее заметных камерных ансамблей Германии в середине XIX века. Вёл также педагогическую деятельность: среди его учеников были, в частности, Бернхард Коссман, Вильгельм Фитценхаген и Роберт Хаусман.